# House Vs. Hurricane
House Vs. Hurricane fue una banda de post-hardcore progresivo originaria de Melbourne, Australia, formada en el 2006. En el 2008 el grupo lanzó su primer EP llamado Forfeiture.

## Biografía
La banda tuvo sus orígenes en el suburbio North Eastern de Melbourne. El nombre inicial de la banda fue "Beyond Mine", cuyos integrantes (6) tenían una variedad de diferentes influencias musicales (como Alexisonfire, Thrice, Saves The Day, Chiodos, Circa Survive, Björk, As Cities Burn), y deseaban crear algo fresco y diferente en la escena de la música pesada. El resultado es algo como "underground" y fusiona varios estilos como la música ambiente, hardcore, rock, experimental, electrónica, alternativa con el propósito de crear un sonido que la mejor manera de describirlo es como "Cinematic Hardcore".
Ellos obtuvieron la atención de toda Australia cuando ganaron la competencia FATE Battle of the Bands, donde participaron 114 bandas de toda Australia. Después de eso ellos grabaron y lanzaron su primer EP titulado Forteiture.
A mediados de 2008, el baterista Liam Disher fue expulsado de la banda. También se retiró el bajista Adam Meyers después del tour Severed Ties. En febrero del 2009, Drew Allen y Sam Osbourne tomaron el puesto del nuevo bajista y baterista respectivamente. En enero de 2011 publicaron en su Myspace que habían expulsado a su teclista Joey Fagione y que también estaría haciendo una gira por Australia en marzo con Your Demise y Nazarite Vow. 
El 12 de febrero de 2012 la banda anunció por su página oficial de Facebook el lanzamiento de un nuevo material titulado Crooked Teeth. Este álbum se convirtió en el debut del nuevo vocalista Dan Casey que también es parte de la banda Louis Blanc (anteriormente conocido como Nazarite Vow). Fue lanzado por UNFD el 13 de julio de 2012.
La banda anunció su disolución el 11 de junio de 2013, y que tocará su último concierto el 1 de diciembre de 2013 en Adelaida.

## Integrantes

### Miembros actuales
- Christopher Shaw - lead guitar (2006–2013, 2017–present) (Currently in Dream On, Dreamer)
- Ryan McLerie - clean vocals, rhythm guitar (2006–2013, 2017–present)
- Sam Osborne - drums, percussion (2008–2013, 2017–present)
- Dan Casey - lead vocals (2011–2013, 2017–present)

### Miembros antiguos
- Dylan Stark - bass (2009–2013)
- Liam Disher - drums (2006–2008)
- Adam Meyers - bass guitar (2006–2008)
- Drew Allen - bass guitar (2008–2009)
- Joey Fragione - keyboard, piano (2006–2011)
- Chris Dicker - lead vocals (2006-2011)

## Discografía

### Álbumes de estudio
- Perspectives (2010, Shock Entertainment)
- Crooked Teeth (2012, UNFD)

### EP
- Forfeiture EP (2008, El Shaddai Records)

### Demos
- Demo 2007 (2007)